# Lielvārde
Lielvārde er beliggende i Ogres distrikt i det centrale Letland og fik byrettigheder i 1992. Første skriftlige omtale af Lielvārde er som Lennewarde i Henrik af Livonias krønike fra det sene 12. århundrede. Før Letlands selvstændighed i 1918 var byen også kendt på sit tyske navn Leenewarden.